# Johannes Willebrands
Johannes Gerardus Maria Willebrands (4 de setembre de 1909 – 2 d'agost de 2006) va ser un cardenal catòlic neerlandès. Serví com a President del Pontifici Consell per la Unitat dels Cristians entre 1969 i 1989, i com a arquebisbe d'Utrecht entre 1975 i 1983. Va ser creat cardenal al 1969 pel Papa Pau VI.
Va ser una figura central en l'increment de l'ecumenisme de l'Església catòlica en la segona meitat del segle xx; i va ser considerat com un papabile als dos conclaves celebrats al 1978.

## Biografia

### Joventut i ordenació
Johannes Willebrands va néixer a Bovenkarspel, sent el fill gran dels 9 que van tenir Herman i Afra (nascuda Kok) Willebrands. El seu pare treballà com a pagador al mercat de verdures local, i un dels seus germans esdevingué missioner redemptorista a Surinam. Willebrands estudià al seminari a Warmond, prop de Leinden, on va ser ordenat al presbiterat el 26 de maig de 1934. Al 1937 rebé el doctorat en filosofia a la Pontifici Ateneu Angelicum de Roma.

### Primeres aproximacions a l'ecumenisme
Willebrands tornà als Països Baixos al 1937, fent de vicari a l'església de Begijnhof d'Amsterdam. Al 1940 començà a ensenyar filosofia al seminari de Wamond. Cinc anys després esdevingué rector del seminari. Willebrands demostrà un interès molt actiu en la causa de la unitat dels cristians com a president de l'Associació St Willibrord, que promovia l'ecumenisme als Països Baixos.
Al 1951 organitzà la Conferència Catòlica sobre Qüestions Ecumèniques, que estava en contacte amb el Consell Mundial d'Esglésies.

### Bisbe de Mauriana
El 4 de juny de 1964] va ser nomenat bisbe titular de Mauriana. Rebé la seva consagració episcopal el 28 de juny següent de mans del Papa Pau VI, amb els arquebisbes Diego Venini i Ettore Cunial servint com a co-consagradors, a la basílica de Sant Pere.
El 7 de desembre de 1965 llegí la declaració per la qual les esglésies Catòlica i Ortodoxa «cancel·laven de la memòria dels homes» les seves excomunions mútues, llançades després del Gran Cisma de 1054.

### Consell Pontifici per a la Promoció de la Unitat dels Cristians
El 28 de juny de 1960, el Papa Joan XXIII el nomenà secretari del nou Secretariat per Promoure la Unitat dels Cristians (posteriorment elevat a consell pontifici), sota la direcció d'Augustin Bea. Ajudat pel fet de parlar fluidament sis llengües, Willebrands s'encarregà de construir ponts amb l'església anglicana i l'església ortodoxa russa.
Va ser instrumental en convèncer les esglésies ortodoxes perquè assistissin com a observadors a les sessions del Concili Vaticà II en les seves trobades entre 1962 i 1965. Durant la tasca del Vaticà II, preparà documents relatius a l'escriptura i tradició, ecumenisme, llibertat religiosa i relacions amb les religions no cristianes. Willebrands va ser elevat al rang de monsenyor el 1963. El 12 d'abril de 1969 el Papa Pau VI nomenà Willebrands com a President del Secretariat per a la Promoció de la Unitat dels Cristians, succeint el cardenal Bea quan morí.
Després de la seva dimissió com a arquebisbe d'Utrecht, Willebrands continuà com a President per a la Promoció de la Unitat dels Cristians. Willebrands actuà com a President delegat a la Segona Assemblea Extraordinària del Sínode Mundial de Bisbes, celebrat entre el 24 de novembre i el 8 de desembre de 1985, i esdevingué President Emèrit del Consell Pontifici per a la Promoció de la Unitat dels Cristians el 12 de desembre de 1989, sent succeït a la presidència per Edward Idris Cassidy.

### Arquebisbe d'Utrecht
El 6 de desembre de 1975 va ser nomenat arquebisbe d'Utrecht i, de facto, Primat dels Països Baixos, continuant al mateix temps servint com a President del Secretariat. S'esperava que podria emprar els seus talents diplomàtics per reconciliar les ales conservadora i liberal de l'Església catòlica als Països Baixos, però les qualitats de paciència, reticència i reserva que li van fer tenir èxit en els cercles ecumènics no van funcionar als Països Baixos. Dimití com a arquebisbe el 3 de desembre de 1983.

### Cardenal elector
Va ser creat cardenal diaca de Santi Cosma e Damiano per Pau VI al consistori del 28 d'abril de 1969, i posteriorment esdevingué cardenal prevere de S. Sebastiano alle Catacombe el 6 de desembre de 1975.
El cardenal Willebrands va ser un dels cardenals electors que participaren en els conclaves celebrats a l'agost i a l'octubre de 1978, on s'escolliren els Papes Joan Pau I i Joan Pau II, respectivament. Durant el segon conclave, el molt papabile neerlandès retirà la seva candidatura per tal que Karol Wojtyła fos elegit Papa.
Esdevingué Camarlenc del Sacre Col·legi de Cardenals al 1988, i serví com a tal fins al 1995, quan el càrrec va ser abolit.

### Retir i mort
El cardenal Willebrands es traslladà al convent franciscà de Saint Nicolaasstichting a Denekamp el 1997, on va morir nou anys després, als 96 anys. En el moment de la seva mort era el membre viu més ancià del Col·legi de Cardenals.

## Honors
Gran Creu de cavaller de l'orde d'Orange-Nassau
 Cavaller de l'orde de Sant Vladimir de I Classe (Església Ortodoxa Russa) – 10 d'octubre de 1969